# Dimitri Pätzold
Dimitri Pätzold, alla nascita Dmitrij Andreevič Petcol'd (in russo Дмитрий Андреевич Петцольд?; Öskemen, 3 febbraio 1983), è un ex hockeista su ghiaccio tedesco di origini kazake, di ruolo portiere.

## Biografia
Nato da una famiglia di tedeschi del Kazakistan, è arrivato in Germania, a Bielefeld, come reimmigrato, a 13 anni.
Nella sua lunga carriera ha giocato in National Hockey League (coi San Jose Sharks, che lo avevano scelto al draft 2001), in Kontinental Hockey League (coi Vitjaz' Čechov), in American Hockey League (con Cleveland Barons e Worcester Sharks) e - soprattutto - in Deutsche Eishockey-Liga, dove ha vestito le maglie di Kölner Haie, Adler Mannheim, Hannover Scorpions, ERC Ingolstadt, Straubing Tigers, Schwenninger Wild Wings e Krefeld Pinguine.
Con la maglia della nazionale della Germania ha disputato cinque edizioni dei mondiali (2007, 2008, 2009, 2011 e 2012), oltre ai giochi olimpici invernali di Vancouver 2010.
Ha chiuso la carriera con la squadra di DEL2 dell'EV Landshut, di cui è divenuto allenatore dei portieri.